# Vikas Krishan Yadav
Pour les articles homonymes, voir Yadav (homonymie).
Vikas Krishan Yadav est un boxeur indien né le 10 février 1992.

## Carrière
Sa carrière amateur est principalement marquée par une médaille d'or aux Jeux asiatiques de Canton en 2010 dans la catégorie poids légers et par une médaille de bronze aux championnats du monde de Bakou en 2011 en poids welters.

## Palmarès

### Jeux olympiques
- Qualifié pour les Jeux de 2012 à Londres, Angleterre
- Médaille de bronze aux Jeux olympiques de la jeunesse d'été de 2010, à Singapour

### Championnats du monde de boxe amateur
- Médaille de bronze en -69 kg en 2011 à Bakou, Azerbaïdjan

### Jeux asiatiques
- Médaille d'or en -60 kg en 2010 à Canton, Chine

## Référence
1. ↑  (en) Résultats des championnats du monde de boxe amateur 2011 (amateur-boxing.strefa.pl)